# Kim Kun-hoan
Kim Kun-Hoan (12 de agosto de 1986) é um futebolista profissional sul-coreano que atua como zagueiro. Atualmente defende o Suwon FC.

## Carreira
Kim Kun-Hoan representou a Seleção Sul-Coreana de Futebol nas Olimpíadas de 2008.